# 毛天胡荽
毛天胡荽（學名：Hydrocotyle dichondroides）为天胡荽屬下的一种多年生草本植物，原产于台湾。

## 扩展阅读
- 維基物種上的相關：毛天胡荽